# 福岡正夫
福岡 正夫（ふくおか まさお、1924年7月7日 - 2023年7月20日）は、日本の経済学者。慶應義塾大学名誉教授、宇都宮共和大学名誉教授。

## 経歴
1924年に東京都に生まれる。第一東京市立中学を経て1947年に慶應義塾大学経済学部を卒業。卒業後、慶應義塾大学経済学部助手に就任。1952年に助教授、1960年に教授に昇任。1953年から1955年までハーバード大学、1966年から1968年までケンブリッジ大学で在外研究を行った。1990年に慶應義塾大学を定年退職、同名誉教授。その後、創価大学教授・関東学園大学教授・那須大学（現・宇都宮共和大学）教授を歴任。1977年から1979年まで理論・計量経済学会会長を務めた。
教育面にも力を入れ、福島大学、新潟大学、東京大学、北海道大学、東北大学、大阪大学、新潟大学、早稲田大学、琉球大学、九州大学で非常勤講師として教壇に立った。1975年から数年にわたって大蔵省（現財務省）の経済理論研修、1980年から数年にわたって日本銀行経済理論研修でも講師を務めた。
経済学を専門とする傍ら蝶の研究と収集、クラシック音楽・ウィーン世紀末藝術に関する執筆や講演なども多く行なった。福岡ゼミの2023年のOB・OG会が同年の7月に開催された際は、はじめて福岡が欠席し、その2週間後に99歳で逝去した。

## 著作

### 著書
- 『経済原論 ミクロ分析 基礎講座シリーズ』（日本経済研究センター、1966）
- 『経済学の考え方』（泉文堂、1978）
- 『一般均衡理論』（創文社、1979）
- 『均衡理論の研究』（創文社、1985）
- 『ゼミナール経済学入門』（日本経済新聞社、1986）
- 『貨幣と均衡』（創文社、1992）
- 『経済学と私』（創文社、1994）
- 『ケインズ』（東洋経済新報社、1997）
- 『歴史のなかの経済学 一つの評伝集』（創文社、1999）
- 『均衡分析の諸相』（岩波書店、2007）
- 『経済学わが道』（慶應義塾大学出版会、2011）

### 編著
- 『経済学の潮流』（日本評論社、1974）

### 共編著
- （千種義人）『厚生経済学の理論』（壮文社、1949）
- （荒憲治郎）『経済学』（有斐閣双書、1965）
- （安井琢磨・熊谷尚夫）『経済学全集 9 第2版 近代経済学の理論構造』（筑摩書房、1977）
- （鈴木淑夫）『危機の日本経済』（NTT出版、2009）

### 翻訳
- （O・ランゲ）『価格伸縮性と雇傭』（安井琢磨共訳、東洋経済新報社、1953）
- （ロバート・M・ソロー）『資本理論と経済成長』（川又邦雄共訳、竹内書店、1965）
- （ロバート・M・ソロー）『資本成長技術進歩』（神谷伝造・川又邦雄共訳、竹内書店、1970）
- （ジョン・ヒックス）『資本と成長』（安井琢磨共訳、岩波書店、1970）
- （ポール・サムエルソン）『経済学と現代』（日本経済新聞社、1972）
- （アロー・ハーン）『一般均衡分析』（川又邦雄共訳、岩波書店、1976）
- （マーク・ブローグ）『ケンブリッジ革命』（松浦保共訳、東洋経済新報社、1977）
- （ジャッフェ）『ワルラス経済学の誕生』（安井琢磨共編訳、日本経済新聞社、1977）
- （ロバート・M・ソロー）『資本理論と収益率 改訂』（川又邦雄共訳、竹内書店新社、1988）
- （ロバート・ギボンズ）『経済学のためのゲーム理論入門』（須田伸一共訳、創文社、1995）
- （J-M.グランモン）『貨幣と価値 古典派・新古典派貨幣理論の再考察』（創文社、2001）
- （J・A・シュンペーター）『経済分析の歴史』（東畑精一共訳、岩波書店、2005-06）